# Copa Libertadores

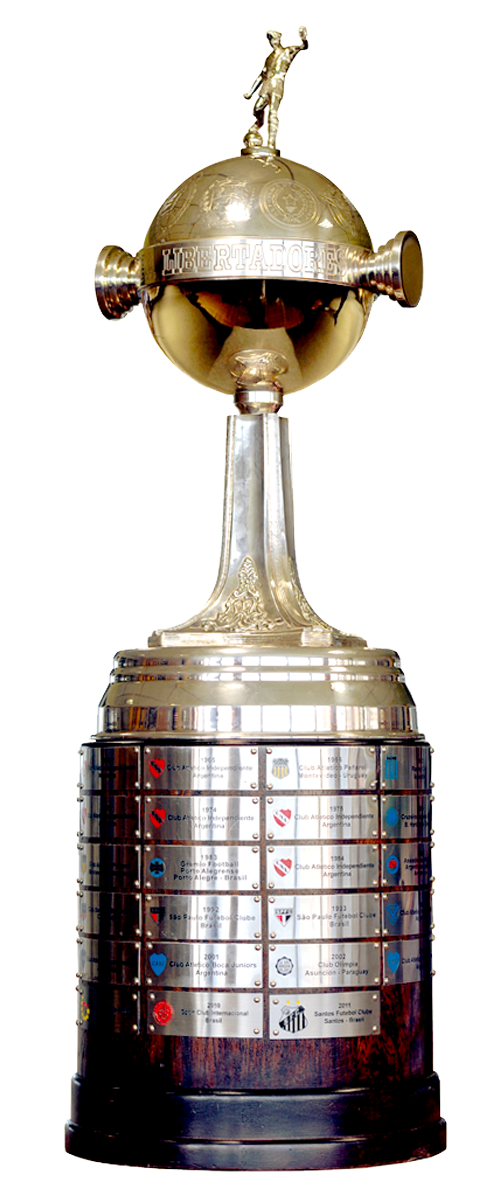
Die Trophäe in der aktuellen Form

Die CONMEBOL Libertadores, auch Copa Libertadores (deutsch Befreierpokal) genannt, ist der wichtigste südamerikanische Vereinsfußballwettbewerb, vergleichbar mit der europäischen Champions League. Ursprünglich wurde er von 1960 bis 1964 als Copa Campeones de América ausgetragen. Bis 2016 wurde von Januar bis August gespielt. Organisiert wird der Wettbewerb vom Südamerikanischen Fußball-Verband (CONMEBOL). Von 1998 bis 2016 nahmen auch mexikanische Mannschaften daran teil. Der Sieger qualifiziert sich für die FIFA-Klub-Weltmeisterschaft und für die kommende Copa Libertadores, zudem tritt er gegen den Gewinner der Copa Sudamericana um die Recopa Sudamericana, das Pendant zum UEFA Super Cup, an.
| Jahr   | Sieger des Campeonato Sudamericano de Campeones |
| ------ | ----------------------------------------------- |
| (1948) | CR Vasco da Gama                                |
| Jahr   | Sieger der Copa Campeones de América            |
| 1960   | Peñarol Montevideo                              |
| 1961   | Peñarol Montevideo (2)                          |
| 1962   | FC Santos                                       |
| 1963   | FC Santos (2)                                   |
| 1964   | CA Independiente                                |
| Saison | Sieger der Copa Libertadores                    |
| 1965   | CA Independiente (2)                            |
| 1966   | Peñarol Montevideo (3)                          |
| 1967   | Racing Club de Avellaneda                       |
| 1968   | Estudiantes de La Plata                         |
| 1969   | Estudiantes de La Plata (2)                     |
| 1970   | Estudiantes de La Plata (3)                     |
| 1971   | Nacional Montevideo                             |
| 1972   | CA Independiente (3)                            |
| 1973   | CA Independiente (4)                            |
| 1974   | CA Independiente (5)                            |
| 1975   | CA Independiente (6)                            |
| 1976   | Cruzeiro Belo Horizonte                         |
| 1977   | Boca Juniors                                    |
| 1978   | Boca Juniors (2)                                |
| 1979   | Club Olimpia                                    |
| 1980   | Nacional Montevideo (2)                         |
| 1981   | Flamengo Rio de Janeiro                         |
| 1982   | Peñarol Montevideo (4)                          |
| 1983   | Grêmio Porto Alegre                             |
| 1984   | CA Independiente (7)                            |
| 1985   | Argentinos Juniors                              |
| 1986   | River Plate                                     |
| 1987   | Peñarol Montevideo (5)                          |
| 1988   | Nacional Montevideo (3)                         |
| 1989   | Atlético Nacional                               |
| 1990   | Club Olimpia (2)                                |
| 1991   | CSD Colo-Colo                                   |
| 1992   | FC São Paulo                                    |
| 1993   | FC São Paulo (2)                                |
| 1994   | CA Vélez Sarsfield                              |
| 1995   | Grêmio Porto Alegre (2)                         |
| 1996   | River Plate (2)                                 |
| 1997   | Cruzeiro Belo Horizonte (2)                     |
| 1998   | CR Vasco da Gama                                |
| 1999   | Palmeiras São Paulo                             |
| 2000   | Boca Juniors (3)                                |
| 2001   | Boca Juniors (4)                                |
| 2002   | Club Olimpia (3)                                |
| 2003   | Boca Juniors (5)                                |
| 2004   | Once Caldas                                     |
| 2005   | FC São Paulo (3)                                |
| 2006   | Internacional Porto Alegre                      |
| 2007   | Boca Juniors (6)                                |
| 2008   | LDU Quito                                       |
| 2009   | Estudiantes de La Plata (4)                     |
| 2010   | Internacional Porto Alegre (2)                  |
| 2011   | FC Santos (3)                                   |
| 2012   | Corinthians São Paulo                           |
| 2013   | Atlético Mineiro                                |
| 2014   | CA San Lorenzo de Almagro                       |
| 2015   | River Plate (3)                                 |
| 2016   | Atlético Nacional (2)                           |
| 2017   | Grêmio Porto Alegre (3)                         |
| 2018   | River Plate (4)                                 |
| 2019   | Flamengo Rio de Janeiro (2)                     |
| 2020   | Palmeiras São Paulo (2)                         |
| 2021   | Palmeiras São Paulo (3)                         |
| 2022   | Flamengo Rio de Janeiro (3)                     |
| 2023   | Fluminense Rio de Janeiro                       |
| 2024   | Botafogo FR                                     |

## Geschichte
Mit dem Campeonato Sudamericano de Campeones 1948 in Santiago in Chile fand ein erster Versuch statt, einen Wettbewerb der Meister Südamerikas zu etablieren. Er gilt heute als Vorläufer der Copa Libertadores und wurde als solcher 1996 von der CONMEBOL offiziell anerkannt. Diese Anerkennung ermöglichte dem damaligen Sieger CR Vasco da Gama die Teilnahme an der Supercopa Sudamericana 1997, einem Wettbewerb, an dem alle bis dahin in der Libertadores erfolgreichen Vereine teilnahmen.
Seit vielen Jahren ist der Name eines kommerziellen Sponsors Bestandteil des offiziellen Namens des Wettbewerbs. So hieß der Wettbewerb von 1998 bis 2007 Copa Toyota Libertadores, von 2008 bis 2012 Copa Santander Libertadores und 2013 bis 2017 der Reifenhersteller Bridgestone Hauptsponsor.

## Modus
Im Laufe der Zeit wurde der Modus mehrmals verändert. Anfangs wurde im reinen K.-o.-System gespielt, später kam eine Gruppenphase hinzu. Ebenso wie die Zahl und Stärke der Gruppen variierte auch die Anzahl der Vereine pro Land. Bis in die 1980er Jahre hinein spielte bei Punktgleichheit sowohl in der Gruppe als auch in den K.-o.-Runden die Tordifferenz grundsätzlich keine Rolle, sondern es wurde ein Entscheidungsspiel fällig. Zu Beginn der 1990er Jahre entschied bei Punktgleichheit auch die Tordifferenz. War diese ebenfalls gleich, wurden in den Finalpartien jedoch keine Entscheidungsspiele mehr ausgetragen, sondern es gab, wie in Südamerika üblich, direkt im Anschluss an das Rückspiel ein Elfmeterschießen.
Von 2005 bis 2016 durften 38 Mannschaften am Turnier teilnehmen. Seit der 2017 nehmen 44 Vereine aus zehn Nationen teil. Außerdem wurde in diesem Jahr das Turnier erstmals über die gesamte Saison des südamerikanischen Fußballkalenders ausgetragen, also von Ende Januar bis Ende November.
Die Teilnahmebedingungen unterscheiden sich von Land zu Land teilweise stark. Den Siegermannschaften der vorherigen Ausgaben der Copa Libertadores und der Copa Sudamericana steht jeweils ein Startplatz zu. Ferner erhalten insgesamt sieben Teams aus Brasilien die Startberechtigung (der Sieger der Copa do Brasil sowie die sechs besten in der Meisterschaft der Vorsaison), aus Argentinien dürfen die besten fünf Mannschaften der vorausgegangenen Saison in der Meisterschaft sowie der Sieger der Copa Argentina antreten. Nach einem ähnlichen Schlüssel (Pokalsieger mit den drei Meisterschaftsbesten) treten aus den folgenden Verbänden jeweils vier Mannschaften an: Bolivien, Ecuador, Paraguay, Peru, Uruguay und Venezuela. Alle teilnehmenden Mannschaften müssen ein Frauenfußballteam aufweisen. Mit dieser Maßnahme soll der Frauenfußball in Südamerika gestärkt werden. Zum Zeitpunkt der Verkündung der Regel im Januar 2017 hatten beispielsweise nur sieben der 20 Vereine aus der höchsten brasilianischen Spielklasse eine Frauenfußballabteilung.
28 der 44 Mannschaften sind direkt für die Gruppenphase qualifiziert. Sechzehn Teams spielen in einer Qualifikationsrunde in Hin- und Rückspiel um die übrigen Plätze für die Gruppenphase. Die an der Gruppenphase teilnehmenden Mannschaften bestreiten in acht Gruppen mit je vier Mannschaften sechs Spiele (drei zuhause, drei auswärts). Die Erst- und Zweitplatzierten erreichen das Achtelfinale und ermitteln ab da den Sieger im K.-o.-System mit Hin- und Rückspiel. Im Finale wird die Auswärtstorregel außer Kraft gesetzt. Das Finale ist auch die einzige Runde, in der es eine Verlängerung gibt. Lange Zeit wurden die Begegnungen in der K.-o.-Phase nicht ausgelost, sondern anhand der Leistungen während der Gruppenphase zugeteilt, so dass der bestplatzierte Gruppenerste gegen den schlechtestplatzierten Gruppenzweiten spielte. Auch Paarungen, die es bereits in der Gruppenphase gegeben hat, waren somit nicht ausgeschlossen. Mit der Austragung des Jahres 2017 wurde diese Reglung geändert und es gab erstmals eine Auslosung der Achtelfinalpartien.
2017 wurde zu den Halbfinal- und Finalspielen erstmals der Videobeweis eingesetzt. In der Ausgabe 2018 konnten die Schiedsrichter bereits ab dem Viertelfinale auf den VAR zugreifen. Im selben Jahr kam es aufgrund von Ausschreitungen vor dem Finalrückspiel erstmals zu einem Finale außerhalb des südamerikanischen Kontinents. Das Rückspiel des selbsternannten Befreierpokals fand ausgerechnet in der Hauptstadt der ehemaligen Kolonialmacht eines großen Teils Lateinamerikas, nämlich im Estadio Santiago Bernabéu in Madrid statt.
Seit Austragung 2019 wird der Sieger des Wettbewerbs nicht mehr in Hin- und Rückspiel, sondern in einer einzigen Partie ermittelt. Standort der ersten Finalpartie war das Estadio Monumental "U" in Lima.

## Ranglisten
| Rang | Verein                               | Titel | Finalteilnahmen | Quote |
| ---- | ------------------------------------ | ----- | --------------- | ----- |
| 1    | CA Independiente                     | 7     | 7               | 100 % |
| 2    | Boca Juniors                         | 6     | 12              | 50 %  |
| 3    | Peñarol Montevideo                   | 5     | 10              | 50 %  |
| 4    | Estudiantes de La Plata              | 4     | 5               | 80 %  |
| 5    | River Plate                          | 4     | 7               | 60 %  |
| 6    | Club Olimpia                         | 3     | 7               | 43 %  |
| 7    | Nacional Montevideo                  | 3     | 6               | 50 %  |
|      | FC São Paulo                         | 3     | 6               | 50 %  |
| 9    | Grêmio Porto Alegre                  | 3     | 5               | 60 %  |
|      | Palmeiras São Paulo                  | 3     | 6               | 50 %  |
| 11   | FC Santos                            | 3     | 5               | 60 %  |
| 12   | Flamengo Rio de Janeiro              | 3     | 4               | 75 %  |
| 13   | Cruzeiro Belo Horizonte              | 2     | 4               | 50 %  |
| 14   | Internacional Porto Alegre           | 2     | 3               | 67 %  |
|      | Atlético Nacional                    | 2     | 3               | 67 %  |
| 16   | CSD Colo-Colo                        | 1     | 2               | 50 %  |
|      | Fluminense Rio de Janeiro            | 1     | 2               | 50 %  |
|      | Atlético Mineiro                     | 1     | 2               | 50 %  |
| 18   | Racing Club de Avellaneda            | 1     | 1               | 100 % |
|      | Argentinos Juniors                   | 1     | 1               | 100 % |
|      | CA Vélez Sarsfield                   | 1     | 1               | 100 % |
|      | CR Vasco da Gama                     | 1     | 1               | 100 % |
|      | Once Caldas                          | 1     | 1               | 100 % |
|      | LDU Quito                            | 1     | 1               | 100 % |
|      | Corinthians São Paulo                | 1     | 1               | 100 % |
|      | Club Atlético San Lorenzo de Almagro | 1     | 1               | 100 % |
|      | Botafogo FR                          | 1     | 1               | 100 % |

| Rang | Land        | Titel | Finalteilnahmen | Vereine (kursiv: nur Finalisten) | Quote |
| ---- | ----------- | ----- | --------------- | --- | ----- |
| 1    | Argentinien | 25    | 37              | CA Independiente, Boca Juniors, Estudiantes de La Plata, River Plate, Racing Club, Argentinos Juniors, CA Vélez Sársfield, CA San Lorenzo de Almagro, CA Newell’s Old Boys | 68 %  |
| 2    | Brasilien   | 24    | 41              | FC Santos, FC São Paulo, Cruzeiro Belo Horizonte, Grêmio Porto Alegre, SC Internacional, Palmeiras São Paulo, Flamengo Rio de Janeiro, CR Vasco da Gama, Corinthians São Paulo, Atlético Mineiro, Fluminense Rio de Janeiro, Botafogo FR, AD São Caetano, Atlético Paranaense | 59 %  |
| 3    | Uruguay     | 8     | 16              | Peñarol Montevideo, Nacional Montevideo | 50 %  |
| 4    | Paraguay    | 3     | 8               | Club Olimpia, Club Nacional | 38 %  |
| 5    | Kolumbien   | 3     | 10              | Atlético Nacional, Once Caldas, Deportivo Cali, América de Cali | 30 %  |
| 6    | Chile       | 1     | 6               | CSD Colo-Colo, Unión Española, CD Cobreloa, CD Universidad Católica | 17 %  |
| 7    | Ecuador     | 1     | 4               | Liga de Quito, Barcelona SC, Independiente del Valle | 25 %  |
| 8    | Mexiko      | 0     | 3               | CD Cruz Azul, CD Guadalajara, UANL Tigres | 0 %   |
| 9    | Peru        | 0     | 2               | Universitario de Deportes, Sporting Cristal | 0 %   |

## Rekorde
(Stand: 31. Juli 2022)
| Rang | Spieler             | Verein                                                                                      | Spiele | Zeitraum  |
| ---- | ------------------- | ------------------------------------------------------------------------------------------- | ------ | --------- |
| 1    | Ever Hugo Almeida   | Olimpia Asunción                                                                            | 113    | 1973–1990 |
| 2    | Sergio Aquino       | Club Cerro Porteño (16), Club Libertad (91)                                                 | 107    | 2001–2020 |
| 3    | Vladimir Soria      | Bolívar La Paz (93), Club Jorge Wilstermann (3)                                             | 96     | 1986–2000 |
| 4    | Andrés D’Alessandro | River Plate (28), CA San Lorenzo (9), SC Internacional (58)                                 | 95     | 2001–2022 |
| 5    | Antony de Ávila     | América de Cali (87), Barcelona Sporting Club (7)                                           | 94     | 1983–1998 |
| 6    | Willington Ortíz    | Los Millonarios, (27) Deportivo Cali (8), América de Cali (57)                              | 92     | 1973–1988 |
| 7    | Rogério Ceni        | FC São Paulo                                                                                | 89     | 2004–2015 |
| 8    | Lucas Pratto        | River Plate (34), Vélez Sarsfield (29), Atlético Mineiro (18), CD Universidad Católica (10) | 89     | 2011–     |
|      | Pedro Rocha         | Peñarol Montevideo (60), FC São Paulo (23), Palmeiras São Paulo (6)                         | 89     | 1962–1979 |
| 10   | Alberto Spencer     | Peñarol Montevideo (70), Barcelona SC Guayaquil (18)                                        | 88     | 1960–1972 |
| 11   | Carlos Borja        | Bolívar La Paz                                                                              | 87     | 1979–1997 |
|      | Alexander Escobar   | América de Cali (71), LDU Quito (16)                                                        | 87     | 1985–2000 |
| 13   | Fabio               | Vasco da Gama (2), Cruzeiro (82) Fluminense Rio de Janeiro (4)                              | 87     | 2001–     |
|      | Enzo Pérez          | Estudiantes de La Plata (36), River Plate (51)                                              | 87     | 2008–     |
| 14   | Martín Silva        | Defensor Sporting (20), Club Olimpia (22), Vasco da Gama (10), Club Libertad (34)           | 86     | 2007–     |
| 15   | Agustín Orión       | CA San Lorenzo (16), Estudiantes (18), Boca Juniors (41), CSD Colo-Colo (10)                | 85     | 2005–2018 |
| 16   | Juan Battaglia      | Club Cerro Porteño (17), América de Cali (67)                                               | 84     | 1978–1990 |
|      | Pedro Sarabia       | River Plate (25), Club Libertad (45) Club Cerro Porteño (14)                                | 84     | 1996–2010 |
| 18   | Clemente Rodríguez  | Boca Juniors (75), Estudiantes (8)                                                          | 83     | 2001–2013 |
| 19   | Franco Armani       | Atlético Nacional (30), CA River Plate (52)                                                 | 82     | 2014–     |
|      | Luis Cubilla        | Peñarol Montevideo (11), CA River Plate (29), Nacional Montevideo (42)                      | 82     | 1960–1974 |
| 21   | Carlos Bonet        | Club Libertad (55), Club Cerro Porteño (20), Deportivo Capiatá (6)                          | 81     | 2003–2017 |
|      | Danilo              | São Paulo FC (39), Corinthians São Paulo (42)                                               | 81     | 2004–2016 |
|      | Henrique            | Cruzeiro (70), FC Santos (11)                                                               | 81     | 2008–2019 |
|      | Jorge Soto          | Sporting Cristal                                                                            | 81     | 1993–2007 |
| 25   | Jaime Pizarro       | Colo-Colo (55) Barcelona SC Guayaquil (8) Universidad Católica (17)                         | 80     | 1983–1999 |
|      | Carlos Tévez        | Boca Juniors (72), Corinthians São Paulo (8)                                                | 80     | 2002–2021 |

| Rang | Spieler             | Verein | Tore | Zeitraum  |
| ---- | ------------------- | --- | ---- | --------- |
| 1    | Alberto Spencer     | Peñarol Montevideo (47), Barcelona Sporting Club (6)                                                       | 53   | 1960–1972 |
| 2    | Pedro Rocha         | Club Atlético Peñarol (27), FC São Paulo (10), Palmeiras São Paulo (1)                                     | 38   | 1962–1979 |
| 3    | Fernando Morena     | Peñarol Montevideo                                                                                         | 37   | 1973–1986 |
| 4    | Daniel Onega        | River Plate                                                                                                | 31   | 1966–1973 |
| 5    | Julio Morales       | Nacional Montevideo                                                                                        | 30   | 1966–1981 |
| 6    | Antony de Ávila     | América de Cali (27), Barcelona Sporting Club (2)                                                          | 29   | 1983–1998 |
|      | Luizão              | CR Vasco da Gama (8), Corinthians São Paulo (15), Grêmio Porto Alegre (1) FC Sao Paulo (5)                 | 29   | 1998–2005 |
|      | Lucas Pratto        | River Plate (9), Vélez Sarsfield (7), Atlético Mineiro (7), Universidad Catolica (6)                       | 29   | 2011–     |
|      | Juan Carlos Sarnari | River Plate (10), Universidad Católica (12), CF Universidad de Chile (4), Independiente Santa Fe (3)       | 29   | 1966–1976 |
| 10   | Beto Acosta         | Club Atlético San Lorenzo de Almagro (8), Boca Juniors (1), CD Universidad Católica (18)                   | 28   | 1966–1974 |
|      | Luis Artime         | CA Independiente (8), Nacional Montevideo (20)                                                             | 28   | 1966–1974 |
| 12   | Gabriel Barbosa     | FC Santos (1), Flamengo Rio de Janeiro (26)                                                                | 27   | 2018–     |
|      | Oswaldo Ramírez     | Sport Boys (4), Universitario de Deportes (15), Sporting Cristal (8)                                       | 27   | 1963–1981 |
| 14   | Carlos Tévez        | Boca Juniors (22), Corinthians São Paulo (4)                                                               | 26   | 2002–2021 |
| 15   | Fred                | Fluminense Rio de Janeiro (11), Cruzeiro Belo Horizonte (7), Atlético Mineiro (7)                          | 25   | 2011–2022 |
|      | Palhinha            | Cruzeiro Belo Horizonte (20), Corinthians São Paulo (3), Atlético Mineiro (2)                              | 25   | 1975–1981 |
|      | Juan Román Riquelme | Boca Juniors                                                                                               | 25   | 2000–2013 |
|      | Juan Carlos Sánchez | Club Jorge Wilstermann (8), Club Blooming (15), Club San José (1)                                          | 25   | 1973–1992 |
| 19   | Rodrigo López       | Club Olimpia (9), Club Libertad (6), CA Vélez Sarsfield (4), Estudiantes de La Plata (3), Club Guaraní (2) | 24   | 2002–2017 |
|      | Fernando Salinas    | Bolívar La Paz                                                                                             | 24   | 1983–1992 |

## Logohistorie
| Allgemeines Logo | Logo 1998 bis 2007 | Logo 2008 bis 2012 | Logo 2013 bis 2016 | Logo seit 2017 |
|                  |                    |                    |                    |                |